# Büschem
Büschem ist ein Ortsteil der Gemeinde Hellenthal im Kreis Euskirchen, Nordrhein-Westfalen.
Der Ortsteil liegt direkt an Hellenthal in südöstlicher Richtung und ist verbunden mit Hönningen. Durch den Ort verläuft die Kreisstraße 75 unterhalb des Dresberges an einem Waldgebiet. Entlang des Ortes fließt der Reinzelbach. 
Büschem war wohl schon sehr früh besiedelt, denn hier wurde ein Steinbeil aus der Jungsteinzeit (4500 bis 1700 v. Chr.) gefunden. 
Büschem gehörte bis zum Ende des 18. Jahrhunderts zur Herrschaft Reifferscheid.
Die VRS-Buslinie 838 der RVK verbindet den Ort, überwiegend als TaxiBusPlus nach Bedarf, mit seinen Nachbarorten und mit Hellenthal.
| Linie | Verlauf |
| ----- | --- |
| 838   | MiKE (außer im Schülerverkehr): Hellenthal Busbf – Blumenthal – Dommersbach – Kammerwald – Reifferscheid – (Hönningen/Büschem – Dickerscheid – Oberreifferscheid – Hahnenberg –) Wiesen Abzw – (Haus Eichen – Wahld – Hescheld –) Sieberath – Kradenhövel – Unterwolfert – (Unterdalmerscheid – Oberdalmerscheid –) Oberwolfert – Wittscheid – Zehnstelle – Grube Wohlfahrt – Rescheid – Giescheid – Rescheid – Schwalenbach – Kamberg – Schwalenbach – Schnorrenberg (– Neuhaus) |